# Lijst van bezienswaardigheden in Groningen

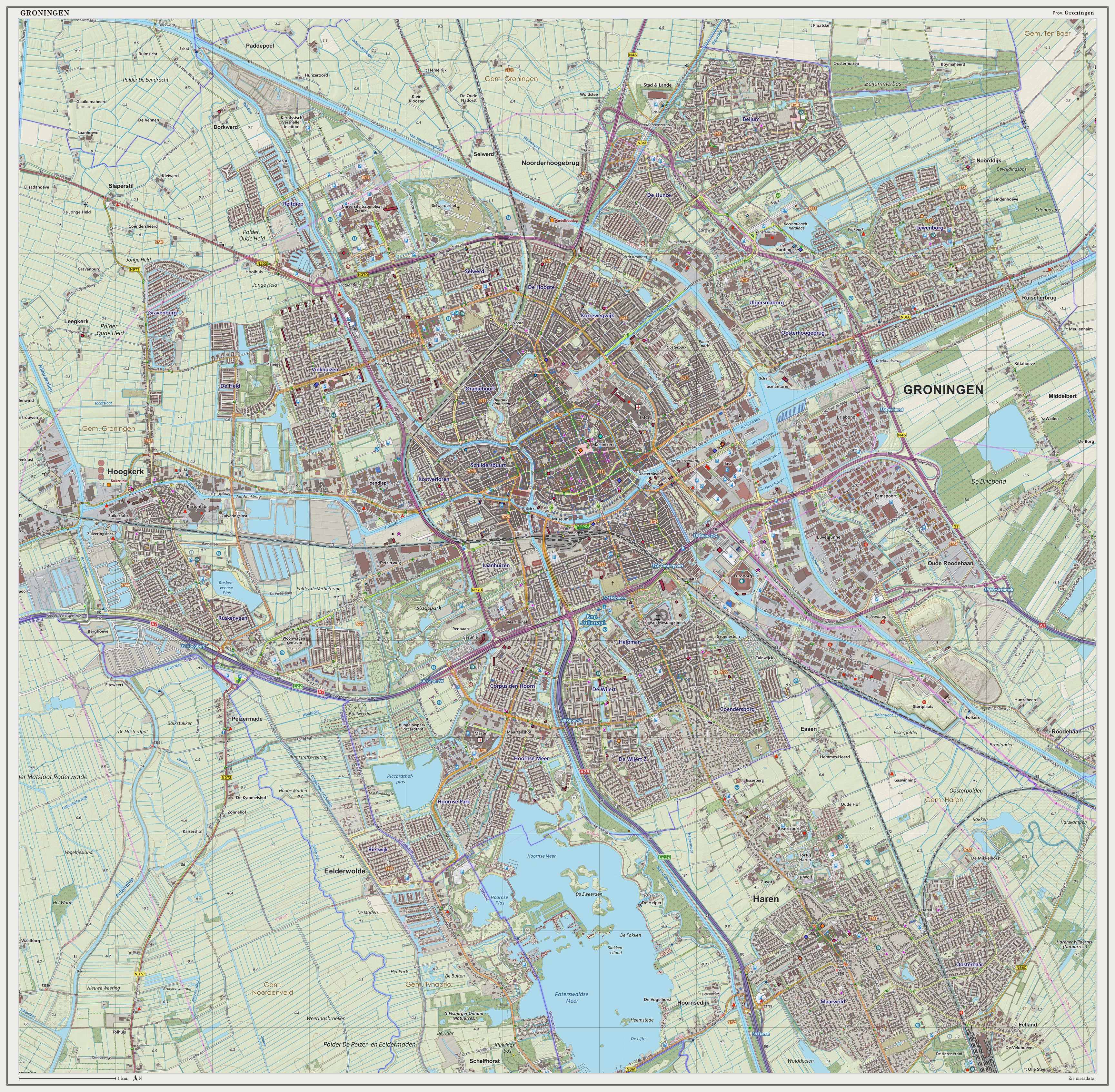
Kaart van de stad Groningen

Hieronder staat een lijst van bezienswaardigheden in de stad Groningen.
Groningen, de hoofdstad van de Nederlandse provincie Groningen, is de grootste stad van het noorden van Nederland. Enkele delen van de stad zijn aangewezen als beschermd stadsgezicht. 
Groningen staat bekend om de vele studenten (ongeveer 57.000) en de daardoor vele cafés in en nabij de binnenstad. 

## Musea
- Groninger Museum
- Universiteitsmuseum
- Noordelijk Scheepvaartmuseum
- GRID Grafisch Museum Groningen
- Nederlands Stripmuseum

## Kerken
- Der Aa-kerk
- Martinikerk
- Doopsgezinde kerk
- Helperkerk
- Sint-Franciscuskerk
- Immanuelkerk
- Sint-Jozefkerk
- Lutherse kerk
- Molukkenkerk
- Nieuwe Kerk
- Oosterkerk
- Opstandingskerk
- Pelstergasthuiskerk
- Pepergasthuiskerk
- Refajahkerk
- Remonstrantse kerk
- San Salvatorkerk
- Stadsparkkerk
- Synagoge

## Bruggen
- A-brug
- Boterdiepbrug
- Emmabrug
- H.N. Werkmanbrug
- Herebrug
- Herman Colleniusbrug
- Jan Altinkbrug
- Kijk in 't Jatbrug
- Museumbrug
- Natte brug
- Oosterbrug
- Plantsoenbrug
- Sontbrug
- Trompbrugje
- Walfridusbrug
- Zaagmuldersbrug

## Gebouwen
– Zie ook Lijst van rijksmonumenten in Groningen (stad) –
- Martinitoren
- Forum Groningen
- Stadhuis
- Academiegebouw
- Calmershuis
- Euroborg
- Gasuniegebouw (Apenrots)
- Goudkantoor
- Hoofdpostkantoor
- De Jonge Held
- Pelstergasthuis
- Pepergasthuis
- De Rokade (Groningen)
- Wall House 2
- Prinsentuin

## Concertgebouwen/theaters
- Grand Theatre
- Stadsschouwburg
- De Oosterpoort
- MartiniPlaza
- Prinsentheater

## Pleinen
- Grote Markt
- Vismarkt
- Akerkhof
- Guyotplein
- Martinikerkhof
- Nieuwe Kerkhof
- Nieuwe Markt
- Ossenmarkt
- Rademarkt

## Parken/tuinen
- Noorderplantsoen
- Stadspark
- Park Coendersborg
- Park Groenestein
- Hortustuin
- Kardinge
- Molukkenplantsoen
- Buurttuin Oosterpoort
- Oosterpark
- Pioenpark
- Sterrebos
- Zuiderplantsoen

## Evenementen
- januari - Eurosonic Noorderslag
- Goede Vrijdag - Bloemenjaarmarkt (Bloemetjesmarkt)
- 26 april - Koningsnacht
- 27 april - Koningsdag (Kingsland)
- 4 mei - Dodenherdenking
- 5 mei - Bevrijdingsfestival
- mei - meikermis
- mei - Lauwersloop
- juni - Rapalje Zomerfolk festival
- juni - Swingin Groningen
- juli - Dichters in de Prinsentuin
- augustus - KEI-week
- augustus - Noorderzon
- 28 augustus - Groningens Ontzet (Achtentwintigsten, Bommen Berend)
- september - Nazomeren festival
- oktober - 4 Mijl van Groningen
- november - intocht Sinterklaas